# Baďma Ulanov
Baďma Naranovič Ulanov (31. března 1880 - 23. dubna 1969) byl ruský právník kalmycké národnosti, po bolševické revoluci emigrant v Československu a ve Spojených států. V revoluční době veřejně činný (na straně bělogvardějců a menševiků), v emigraci se staral o ruské emigranty, zvlášť o kalmyckou a kozáckou část emigrantů.

## Životopis
Narodil se v kalmycké kozácké vesnici (stanici) Novo-Aleksejevskaja. Absolvoval reálnou školu v Novočerkassku a Právnickou fakultu Petrohradské univerzity. Během studentských let se stal spolu s Erendženem Chara-Davanem jedním ze zakladatelů národní organizace „Chalmg tangčin tug“ („Prapor kalmyckého národa“) – sekce Všeruského svazu učitelů. V roce 1908 působil jako tlumočník delegace donských Kalmyků v čele s Menko Bormanžinovem v Petrohradě při oslavě 300. výročí dynastie Romanovců. Po absolvování univerzity měl soukromou právnickou praxi, byl právním poradcem kalmyckých vesnic (stanic) Donského vojska. V roce 1912 byl při volbách do IV. zasedání Státní dumy vyslán jako kandidát ze Salského okruhu k volbě poslanců z Donské kozácké oblasti, zvolen nebyl.
Po revoluci v roce 1917 reprezentoval svou stanici Novo-Aleksejevskaja na Vojenském okruhu a na kongresu Donské armády. Opakovaně byl zvolen do funkce místopředsedy jako zástupce Kalmyků sympatizujících s bělogvardějci. Ve dnech 20. – 22. května 1917 byl na I. sjezdu zástupců donských Kalmyků ve vesnici Velikoknyazheskaya zvolen Ulanov předsedou Národní rady a tajemníkem Ch. B. Kanukov  .
Byl mluvčím městské dumy Taganrogu. V roce 1917 měl blízko k menševikům. Člen tzv. Předparlamentu.
Koncem roku 1917 byl zvolen do Všeruského ústavodárného shromáždění ve volebním obvodu Donsk na listině č. 4 (kozáci).
V květnu 1918 až únoru 1919 se za vlády atamana P. N. Krasnova podílel na formulování základních zákonů Vševelikého vojska donského (Donské republiky). Od února 1919, za vlády atamana A. P. Bogajevského, se stal členem donské vlády.
V roce 1920 emigroval. Počátkem 20. let se stal členem prezidia Unie pro pomoc buddhistům Ruska, čili Buddhistické unie, vytvořené v Konstantinopoli. Posléze se přestěhoval do Československa. V letech 1924-1925 inicioval v Praze vznik penzionu pro kalmycké děti, studenty ruského gymnázia v Praze. Od roku 1926 začal shromažďovat představitele kalmycké inteligence v Československu, kde vláda přidělovala dotace na podporu studentské mládeže z ruské emigrace. V roce 1929 byla v Praze vytvořena „Kalmycká komise kulturních pracovníků“, jejímž předsedou byl zvolen. Působil jako redaktor kalmyckého časopisu Ulan Zalat. Dále publikoval v kozáckých časopisech "Kozácká lava" (Praha, 1922-1927, redaktor), "Kozácká cesta" (Německo), "Tichij Don", "Kozačja Mysl", "Věstník kozáckého svazu" (Paříž). Byl zaměstnancem časopisu "Rodimij Kraj". Po druhé světové válce zastupoval zájmy Kalmyků, kteří unikli před vydáním Stalinovi, a spolu s A. L. Tolstou významně přispěl k jejich přijetí Spojenými státy. Od roku 1956 žil v USA. V kalmyckém prostředí ve Spojených státech byl Baďma Ulanov považován za rusofila. Byl tajemníkem ruské emigrantské organizace „Unie boje za svobodu Ruska“, byl jejím tajemníkem, publikoval v jejím časopise „Rossijskij demokrat“.
Zemřel 23. dubna 1969 v New Yorku. Uložen byl na kalmycké části hřbitova svatého Vladimíra poblíž Cassville ve státě New Jersey  .